# Ілеана Штрейну
Ілеана Штрейну — американська інформатик і математик румунського походження, професорка інформатики та математики Чарльза Н. Кларка в Сміт-коледжі в Массачусетсі. Вона відома своїми дослідженнями в області обчислювальної геометрії, зокрема, своєю роботою з кінематики та структурної жорсткості.

## Біографія
Штрейну закінчила навчання в Бухарестському університеті в Румунії. У 1994 році вона здобула дві докторські ступені: одну з математики та інформатики в Бухарестському університеті під керівництвом Соломона Маркуса та одну з інформатики в Ратґерському університеті під керівництвом Вільяма Л. Штайгера. Вона почала працювати на кафедрі інформатики Сміта в 1994 році, де в 2005 році отримала постійну посаду з математики, а в 2009 році стала професоркою Чарльза Н. Кларка. Вона також має посаду ад'юнкт-професорки на факультеті інформатики в університеті штату Массачусетс в Амгерсті.
У Сміт-коледжі Штрейну є директоркою відділу Концентрації біоматематичних наук і є співрозробницею гранту в мільйон доларів, який розподілили між чотирма школами на підтримку цієї діяльності.

## Нагороди та відзнаки
У 2006 році Штрейну отримала нагороду Григоре Мойсіла Румунської академії за її роботу з Чіпріаном Борча, в якій використовувалася комплексна алгебраїчна геометрію, щоб показати, що кожен мінімально жорсткий граф із фіксованими довжинами ребер має щонайбільше 4n різних вкладень у евклідову площину, де n позначає кількість різних вершин графа. 
У 2010 році Штрейну отримала премію Девіда П. Роббінса Американського математичного товариства за комбінаторне розв'язання задачі про складаний метр. У цій задачі задано довільний простий багатокутник із рухомими вершинами та жорсткими ребрами, і потрібно показати, що його можна перетворити на опуклу форму без будь-якого використання жодних самоперетинів. Рішення Штрейну доповнює вхідні дані для формування точкової псевдотріангуляції, видаляє одне опукле ребро оболонки з цього графа та показує, що це видалення ребра забезпечує єдиний ступінь вільності, що дозволяє робити багатокутник більш опуклим крок за кроком. 
У 2012 році вона стала членом Американського математичного товариства.

## Обрані публікації
- Borcea, Ciprian; Streinu, Ileana (2004), The number of embeddings of minimally rigid graphs, Discrete and Computational Geometry, 31 (2): 287—303, arXiv:math/0207126, doi:10.1007/s00454-003-2902-0, MR 2060642
- Streinu, Ileana (2005), Pseudo-triangulations, rigidity and motion planning, Discrete and Computational Geometry, 34 (4): 587—635, doi:10.1007/s00454-005-1184-0, MR 2173930